# Jawornik Polski (plaats)
Jawornik Polski is een dorp in het Poolse woiwodschap Subkarpaten, in het district Przeworski. De plaats maakt deel uit van de gemeente Jawornik Polski.

## Verkeer en vervoer
- Station Jawornik Polski